# Hươu đầm lầy Nam Mỹ
Hươu đầm lầy Nam Mỹ (danh pháp hai phần: Blastocerus dichotomus) là một loài động vật có vú trong họ Hươu nai của Tân Thế giới, bộ Guốc chẵn. Loài này được Illiger mô tả năm 1815. Loài này có chiều dài thân 2 m (6,6 ft) và chiều cao 1,2 m (3,9 ft) ở mông. Loài này được tìm thấy ở các nước Nam Mỹ gồm Argentina, Bolivia, Peru, Brazil, Uruguay và Paraguay. Trước đây hươu đầm lầy Nam Mỹ được tìm thấy thông qua tất cả các vùng nhiệt đới Nam Mỹ.
Ngày nay phạm bị thu hẹp còn lại các quần thể cô lập ở các đầm lầy và vùng đầm phá trong lưu vực các sông Paraná và Paraguay như ở khu vực Amazon của Peru, nơi loài này được bảo vệ trong vườn quốc gia Bahuaja-Sonene. Phạm vi phân bố hiện tại của loài này ở phía đông của dãy núi Andes, phía nam của khu rừng nhiệt đới Amazon, phía tây của khu rừng nhiệt đới Đại Tây Dương Brasil và phía bắc của Pampa Argentina. Quần thể nhỏ hơn cư trú ở lưu vực sông Amazon nhưng dân số lớn nhất xảy ra ở vùng đồng bằng lũ của các sông Paraguay, Guapore, Araguaia và Parana.

## Hình ảnh

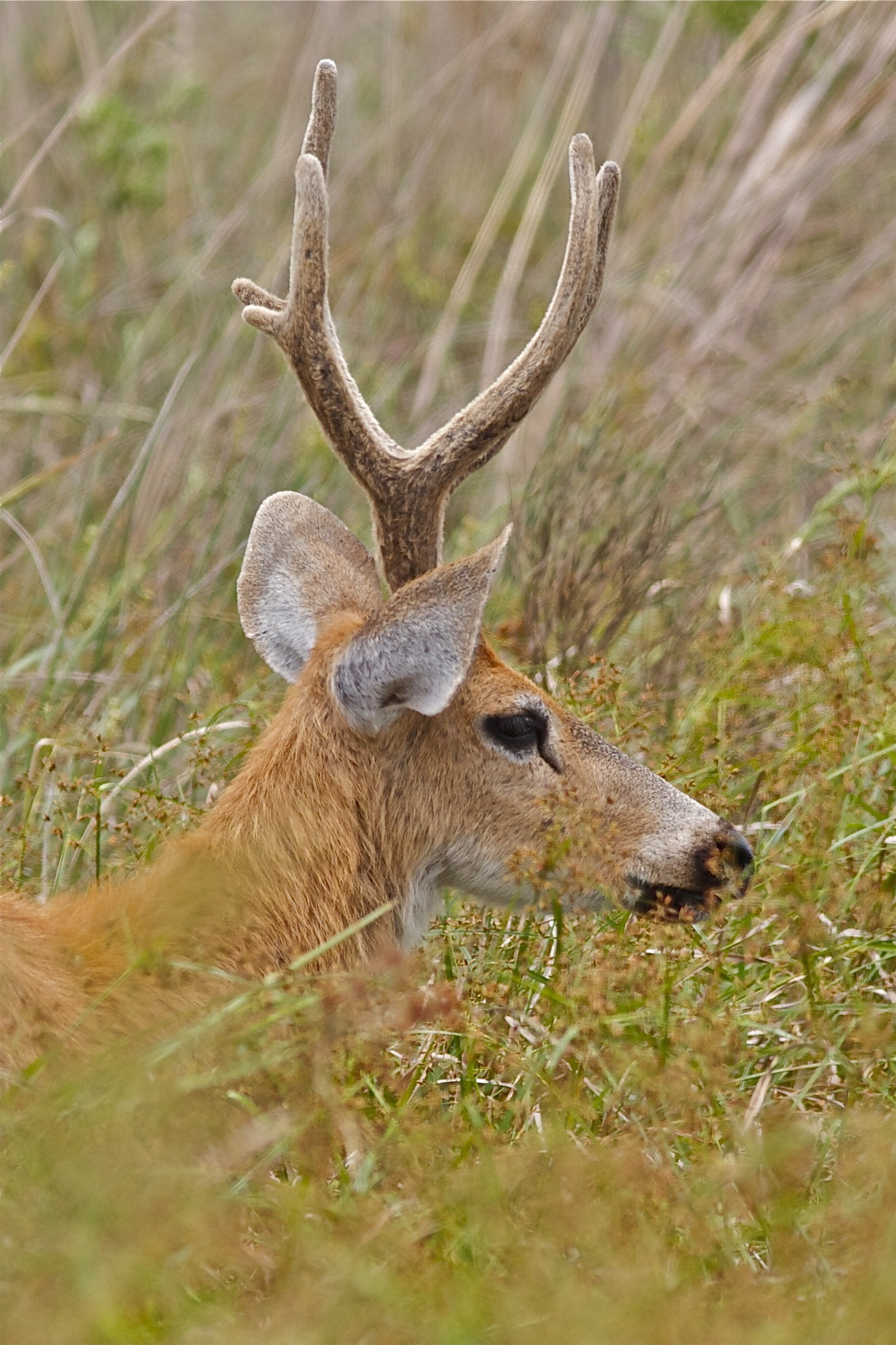
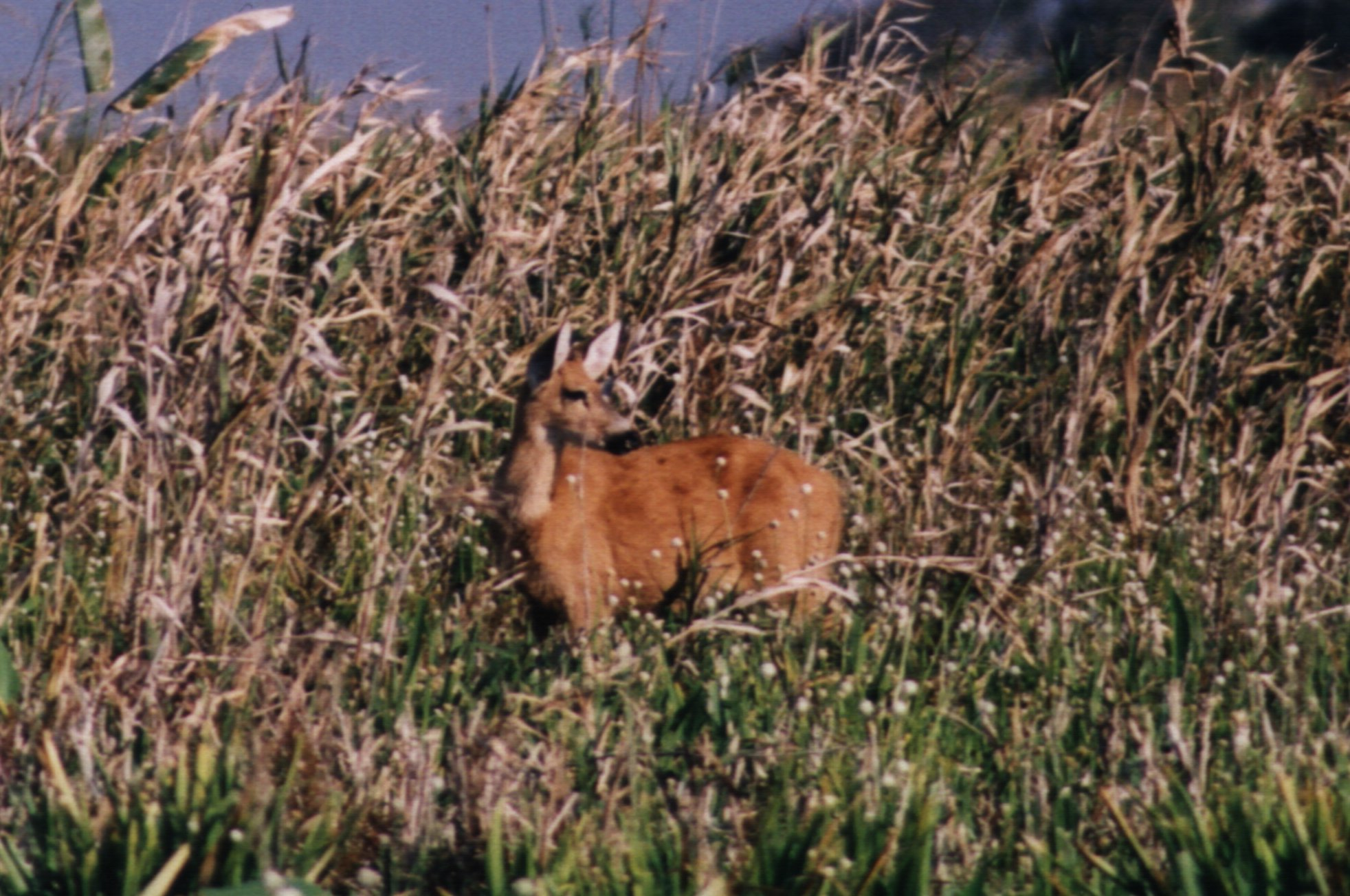
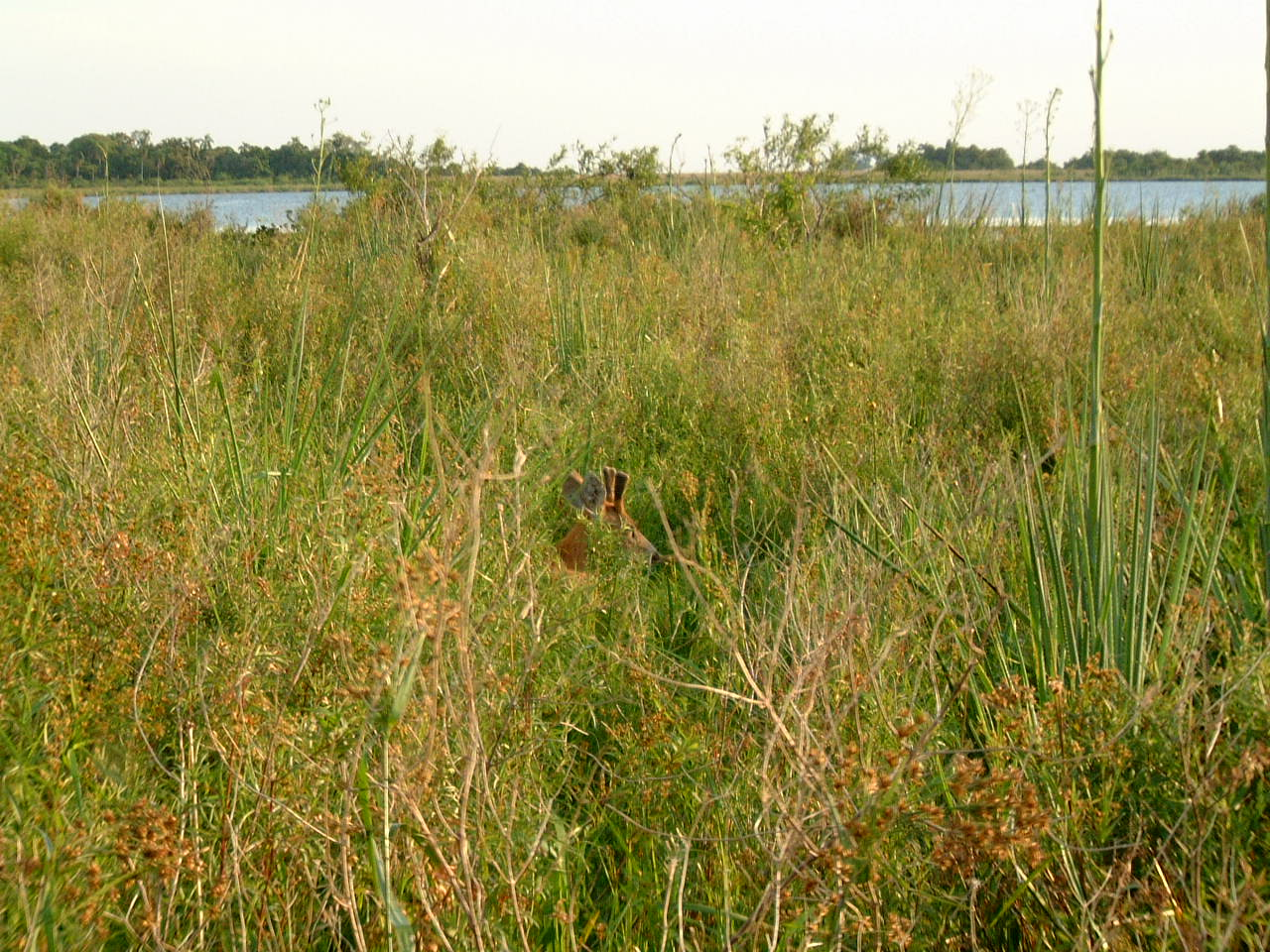
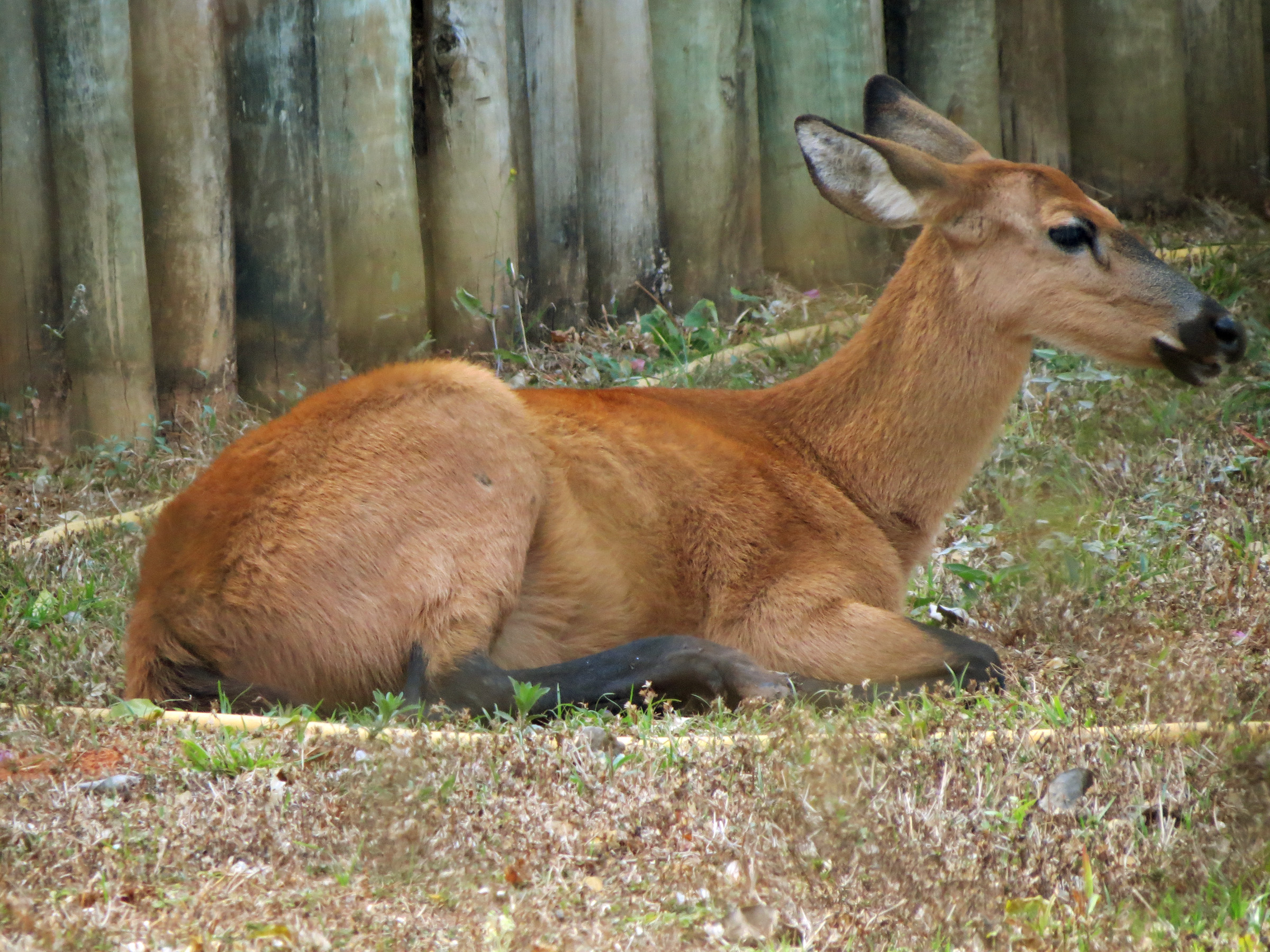